# Tammo Luther
Tammo Luther (* 1972) ist ein deutscher Historiker und Autor.
Nach dem Abitur leistete Luther Wehrdienst bei der Bundeswehr. Ab 1996 studierte er Mittlere und Neuere Geschichte an der Christian-Albrechts-Universität zu Kiel. Im Jahre 2002 wurde er bei Jürgen Elvert, der zuvor einen Ruf an die Universität zu Köln erhielt, an der Philosophischen Fakultät der Universität Kiel über die Volkstumspolitik des Deutschen Reiches 1933–1938 zum Dr. phil. promoviert. Zwei Jahre später wurde die Arbeit in die Reihe Historische Mitteilungen der Ranke-Gesellschaft aufgenommen.
Es folgten Tätigkeiten als Lektor und Produktmanager beim Archiv Verlag in Braunschweig. Danach war er freiberuflich als Autor und Lektor in Schwerin tätig. Seit 2010/11 ist er verantwortlicher Redakteur des populärwissenschaftlichen Magazins Clausewitz. Seine Schwerpunkte sind die ehemaligen preußischen Ostprovinzen und Flucht und Vertreibung (1944–1947).
Luther ist Mitglied der CDU Sachsen-Anhalt und in der Ost- und Mitteldeutschen Vereinigung aktiv sowie als Beisitzer Vorstandsmitglied im Verein für Deutsche Kulturbeziehungen im Ausland.

## Schriften (Auswahl)
- Die Geschichte des Wohlfahrts- und Schulvereins für Nordschleswig e.V. (1919–1945) (= Schriftenreihe der Gesellschaft für Flensburger Stadtgeschichte. Bd. 56). Gesellschaft für Flensburger Stadtgeschichte, Flensburg 2000, ISBN 3-925856-39-0.
- Volkstumspolitik des Deutschen Reiches 1933–1938. Die Auslanddeutschen im Spannungsfeld zwischen Traditionalisten und Nationalsozialisten (= Historische Mitteilungen – Beihefte. Bd. 55). Steiner, Stuttgart 2004, ISBN 3-515-08535-1.
- Woher wir kamen. Leben auf dem Land (= Weltbild-SammlerEditionen). Weltbild, Augsburg 2010.
- Wir Kinder auf der Flucht (= Weltbild-SammlerEditionen). Weltbild, Augsburg 2010.
- Wie wir empfangen wurden (= Weltbild-SammlerEditionen). Weltbild, Augsburg 2010.
- Flucht über die Ostsee (= Weltbild-SammlerEditionen). Weltbild, Augsburg 2010.